# پاور۹

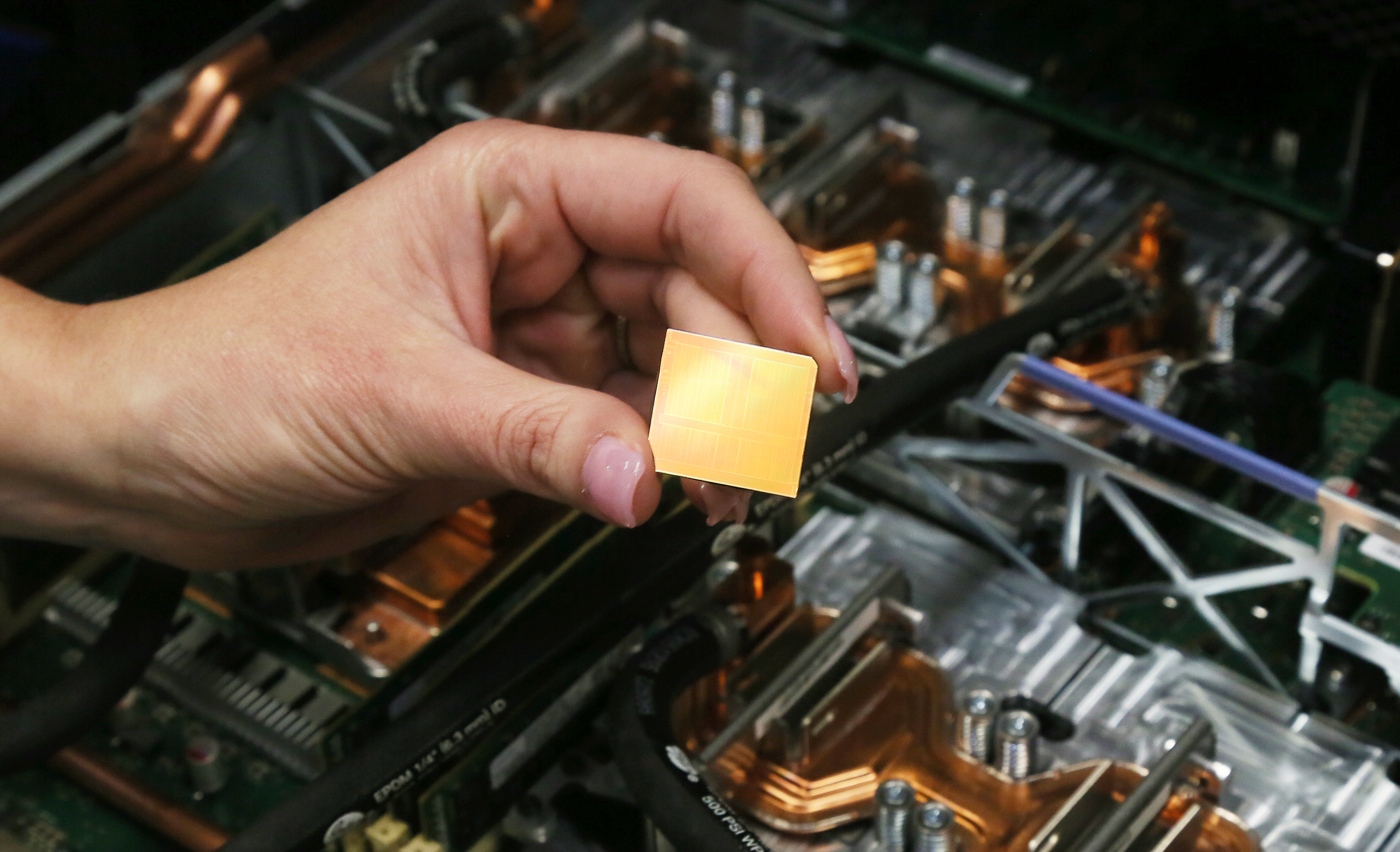
پاور۹

پاور۹ (انگلیسی: POWER9) خانواده‌ای از سوپراسکالر چندپردازنده‌های متقارن برپایهٔ معماری پاور می‌باشد و در اوت ۲۰۱۶ در کنفرانس هات چیپ رونمایی شده است. پردازنده‌های بر پایهٔ پاور۹ در فرایند ۱۴نانومتر تولید می‌شوند و حداقل در چهار نسخه خواهند آمد، نسخه‌های ۱۲ و ۲۴ هسته‌ای برای مقیاس‌پذیری طولی و ۱۲ و ۲۴ هسته‌ای برای مقیاس‌پذیری عرضی و احتمالاً بیشتر از آنجایی که معماری پاور۹ برای مجوزگیری و تغییر توسط اعضای بنیاد اپن‌پاور باز خواهد بود.